# New Chapter No. 1: The Chance of Love
New Chapter #1: The Chance of Love – ósmy koreański album studyjny południowokoreańskiej grupy TVXQ, wydany 28 marca 2018 roku. Głównym singlem z płyty był „The Chance of Love” (kor. 운명 (The Chance of Love)).
Album sprzedał się w liczbie ponad 146 354 egzemplarzy (stan na grudzień 2018; w Korei).

## Lista utworów
| CD  | CD                                                               | CD                                                       | CD                                                                             | CD                                                           | CD      |
| Nr  | Tytuł utworu                                                     | Tekst                                                    | Kompozycja                                                                     | Aranżacja                                                    | Długość |
| --- | ---------------------------------------------------------------- | -------------------------------------------------------- | ------------------------------------------------------------------------------ | ------------------------------------------------------------ | ------- |
| 1.  | „Pyeonghaengseon (Love Line)” (kor. 평행선 (Love Line))          | Kim Min-ji (Jam Factory), ZNEE (Joombas)                 | Jake Torrey, Noah Conrad, Khristian Araneda                                    | Jake Torrey, Noah Conrad                                     | 3:16    |
| 2.  | „Unmyeong (The Chance of Love)” (kor. 운명 (The Chance of Love)) | Yoo Young-jin                                            | Jihad Rahmouni, Lorenzo Fragola, Haris Alagic, Yoo Young-jin                   | Jihad Rahmouni, Lorenzo Fragola, Haris Alagic, Yoo Young-jin | 3:27    |
| 3.  | „Da Jinaganda... (Broken)” (kor. 다 지나간다... (Broken))        | Cho Yun-kyung                                            | Jin Suk-choi, Nermin Harambasic, Jakob Mihoubi, Rudi Daouk                     | Jin Suk-choi                                                 | 3:28    |
| 4.  | „Only For You”                                                   | Lee Hee-jun, Lee Su-ran (Jam Factory)                    | Delly Boi (Joombas), Davey Nate (Joombas), Jass Reyes                          | Delly Boi (Joombas)                                          | 2:56    |
| 5.  | „Puzzle” (kor. 퍼즐 (Puzzle)) (wyk. U-Know Yunho)                | Jung Jan-dee (Jam Factory)                               | LDN Noise, Adrian McKinnon, Tay Jasper                                         | LDN Noise                                                    | 3:04    |
| 6.  | „Closer” (wyk. Max Changmin)                                     | Hwang Ji-won (Jam Factory), Bong Eun-young (Jam Factory) | Jihad Rahmouni, Duncan de Moor                                                 | Jihad Rahmouni, Duncan de Moor                               | 3:08    |
| 7.  | „Bounce”                                                         | Lee Su-ran Le'mon (Joombas/EKKO)                         | Kyle MacKenzie, Keir MacCulloch, Hannah Wilson, Aston Merrygold, Yoo Young-jin | COMMANDS                                                     | 3:18    |
| 8.  | „Wake Me Up”                                                     | realmeee                                                 | Coach & Sendo, Andrew Choi                                                     | Coach & Sendo                                                | 3:35    |
| 9.  | „Geeureumbaengi (Lazybones)” (kor. 게으름뱅이 (Lazybones))       | Park Chang-hyun                                          | Park Chang-hyun                                                                | Park Chang-hyun                                              | 4:00    |
| 10. | „Saebyeog Gonggi (Without You)” (kor. 새벽 공기 (Without You))   | Lee Su-ran                                               | Marcus Lindberg, Hjalmar Wilén, Yoko Hiramatsu                                 | Marcus Lindberg, Hjalmar Wilén, Yoko Hiramatsu               | 3:15    |
| 11. | „Sun & Rain”                                                     | JQ i Lee Ji-hye (makeumineworks), Shim Chang-min         | Matthew Tishler, Aaron Benward, Felicia Barton, Yoon Gun                       | Matthew Tishler                                              | 3:29    |

## Notowania
| Lista                     | Pozycja |
| ------------------------- | ------- |
| Gaon Weekly Albums Chart  | 1       |
| Gaon Yearly Albums Chart  | 31      |
| Five Music (Tajwan)       | 5       |
| Oricon Weekly Album Chart | 7       |